# 걸프 협력 회의
걸프 협력 회의(아랍어: مجلس التعاون لدول الخليج العربية, 영어: Gulf Cooperation Council, GCC)는 걸프 아랍 국가의 국제 경제 협력체이다. 정식 명칭은 걸프 아랍국 협력 회의(Cooperation Council for the Arab States of the Persian Gulf, CCASG)이다.

## 역사
1981년 5월 25일 설립돼 250만 평방 킬로미터에 달하는 광대한 영역을 포괄하는 이 기구는 바레인, 쿠웨이트, 오만, 카타르, 아랍에미리트, 사우디아라비아가 회원국이다. 단일 국가별 경제협력에 대해서는 1981년 11월 11일 리야드에서 조인됐다. 공식 명칭 외에 걸프 협력 국가들(Gulf Cooperative Countries)로 불리기도 한다.
모든 페르시아만 인근 국가가 협력회의에 참가하고 있는 것은 아니다. 이란과 이라크는 현재 해당국에서 제외됐으며 이는 이라크의 쿠웨이트 침공 후에 내려진 조치였다. 기구 자체적으로 이라크의 현 정부를 돕기로 결의한 상태다. 좀 더 통합적인 국가별 협력 도모를 위해 이라크의 참여를 돕고자 한다.
예멘은 2007년부로 회원국 가입을 위해 협상 중에 있으며 2016년 경에 가입국으로 승인 받고자 한다..
공동시장이 2008년 1월 1일 출범한 가운데 모든 회원국에 이에 대한 조치를 취하도록 요청했다. 국가별 무역 장벽을 없애는 한편 3차 산업의 교역 또한 급속도로 발전할 것으로 예측된다.
기구 자체적으로 FTA 추진을 추진 중이여서 예멘이 참가국으로 승인된다고 해도 더 넓은 통합력 발휘를 위해 관련 사무소와 인력이 더욱 늘어날 것으로 보인다.

## 구성
- 최고이사회
- 최고이사회자문위원회
- 분쟁조정위원회
- 각료이사회
- 사무

## 경제
페르시아 만 인근 국가는 세계적으로도 가장 빠른 신장세를 보이고 있는 국가들이어서 주목하는 바가 크다. 천연가스와 석유로 엄청난 재원을 모은데다 수십 년간 이를 토대로 투자처를 찾고 개발한 결과 두바이의 경제 성과는 크게 빛을 발하고 있다. 아부다비 투자처의 투자와 더불어 전 세계적으로 수천억에 달하는 자금을 확보하고 있다.
2006년 명목 GDP가 7,178억 달러에 달하고 있으며 카타르와 아랍에미리트가 주도적인 역할을 하고 있다. 카타르는 룩셈부르크를 명목GDP 상 제치고 넘어설 것으로 전망돼 세계 최고치의 GDP 반열에 오를 수 있을 것으로 예상된다.
걸프협력국회의는 타 지역과의 자유무역협정 체결을 진행하고 있기도 하다. 대표적으로 걸프협력국회의는 유럽 자유 무역 연합과 자유무역협정을 체결하였으며 한국은 2023년에 FTA 체결에 합의하였다., 그 외 인도, 호주, 영국, 그리고 일본과 같은 국가들과 자유무역협정 체결에 대한 협상을 지속하고 있다.

## 가입국
- 사우디아라비아
- 카타르
- 쿠웨이트
- 바레인
- 오만
- 아랍에미리트

## 같이 보기
- 아랍 연맹
- 아라비아반도
- 동아라비아
- 연합방위군
- 카타르 외교 위기